# Чернозёмка (река)
Чернозёмка — река на острове Сахалин, левый приток реки Лютога.
Впадает в реку Лютога за 53 км от её устья, протекает по территории Анивского городского округа Сахалинской области.
Общая протяжённость реки составляет 16 км. Площадь водосборного бассейна составляет 33,2 км². Общее направление течения с востока на запад.

## Данные водного реестра
По данным государственного водного реестра России относится к Амурскому бассейновому округу.
Код объекта в государственном водном реестре — 20050000212118300006489.